# Avenue Jolé

L'avenue Jolé est une avenue bruxelloise de la commune d'Auderghem qui relie l'avenue Joseph Chaudron à l'avenue des Frères Goemaere sur une longueur de 160 mètres.

## Historique et description
Jolé est un nom de famille. 
Le 16 avril 1927, le collège décida de baptiser le chemin du nom d'Auguste Jolé, né le 8 septembre 1887 à Auderghem, mort le 3 février 1917 des suites de ses blessures à l'hôpital de Birtley au Royaume-Uni lors de la première guerre mondiale.
En janvier 1956, le collège voulait aussi honorer Fernand Jolé, neveu du précité et mort durant la Seconde Guerre mondiale. A noter que ce dernier n'est pas repris dans la liste du War Heritage Institute qui recense les militaires belges morts durant les différents conflits, probablement était-il civil ou sous un commandement étranger.
Dès lors, le collège décida que le nom de famille seul commémorerait le sacrifice des deux membres de la même famille. Il s'est produit la même chose avec l'avenue Tedesco et l'avenue Vandromme.
- Premier permis de bâtir délivré le 20 mars 1930 pour les n° 6 et 8.